# چرخستانه (چگنی)
چرخستانه یک روستا در ایران است که در شهرستان چگنی در استان لرستان واقع شده‌است. چرخستانه ۱۴۱ نفر جمعیت دارد.

## جمعیت
این روستا در دهستان کشکان قرار دارد و براساس سرشماری مرکز آمار ایران در سال ۱۳۸۵، جمعیت آن ۱۴۱ نفر (۳۱ خانوار) بوده‌است.